# Brommadepån

Brommadepån  är en vagnhall för spårvagnar belägen i stadsdelen Alvik i Bromma inom Stockholms kommun som stod klar 1944. För ritningarna svarade ingenjör Sven Vestergren och arkitekten Erik Vestergren.Innan dess fanns en bebyggelse med nödbostäder på platsen, uppförda 1917. Depån har genom åren använts av vagnar på Ängbybanan, Ulvsundabanan, Nockebybanan och Tvärbanan. Fram till 2010 var även bussar placerade i depån, men dessa är numera flyttade till den nya Lundadepån i Spånga. 
Depån används idag för uppställning av de spårvagnar som trafikerar Nockebybanan. Tvärbanans vagnar flyttades den 9 maj 2016 till den nya Ulvsundadepån i Ulvsunda industriområde där även underhåll av spårvagnar för båda banorna utförs.  
Området för Brommadepån planeras att omvandlas till bostadsområde tidigast 2025.[uppföljning saknas]

## Bilder

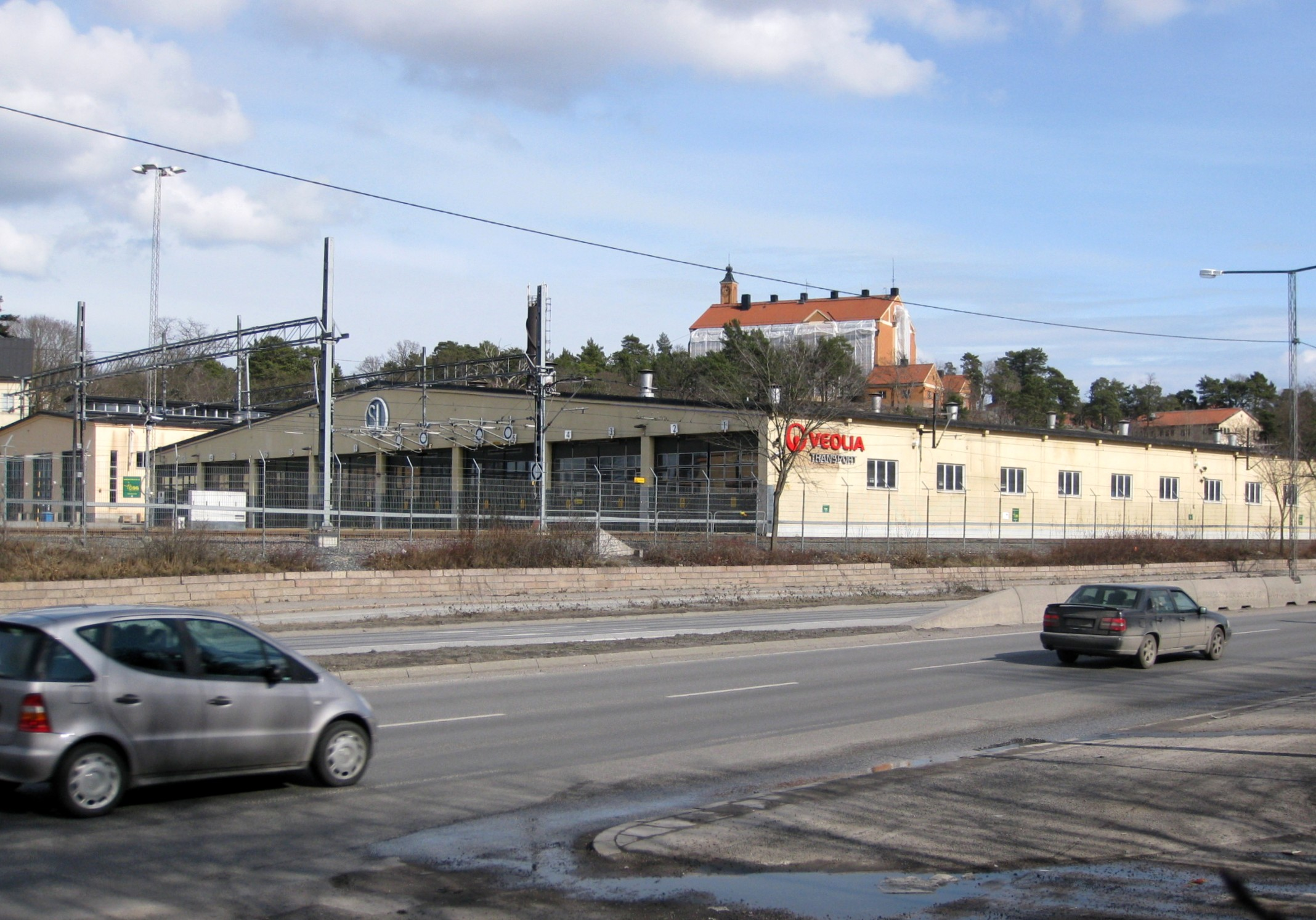
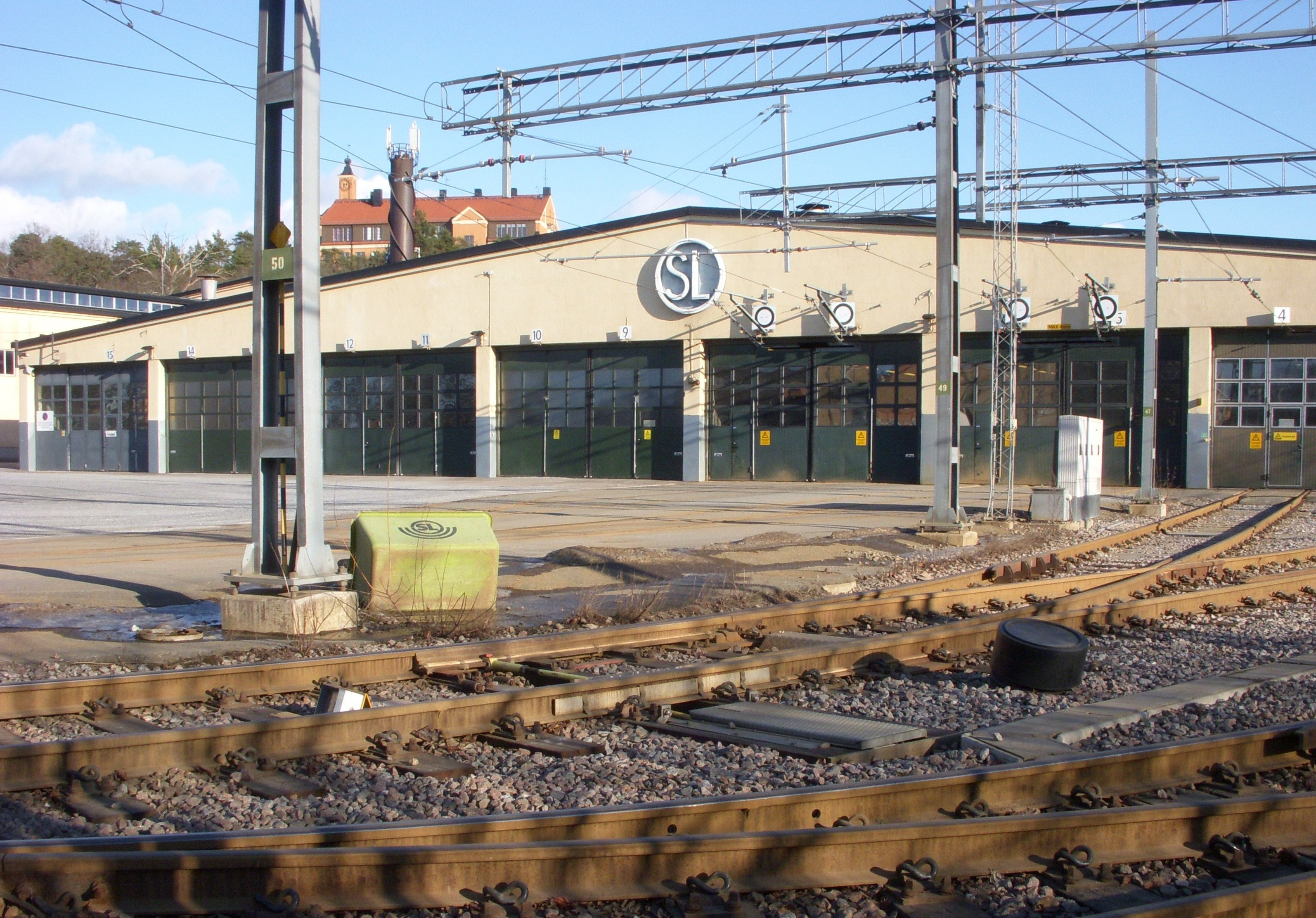
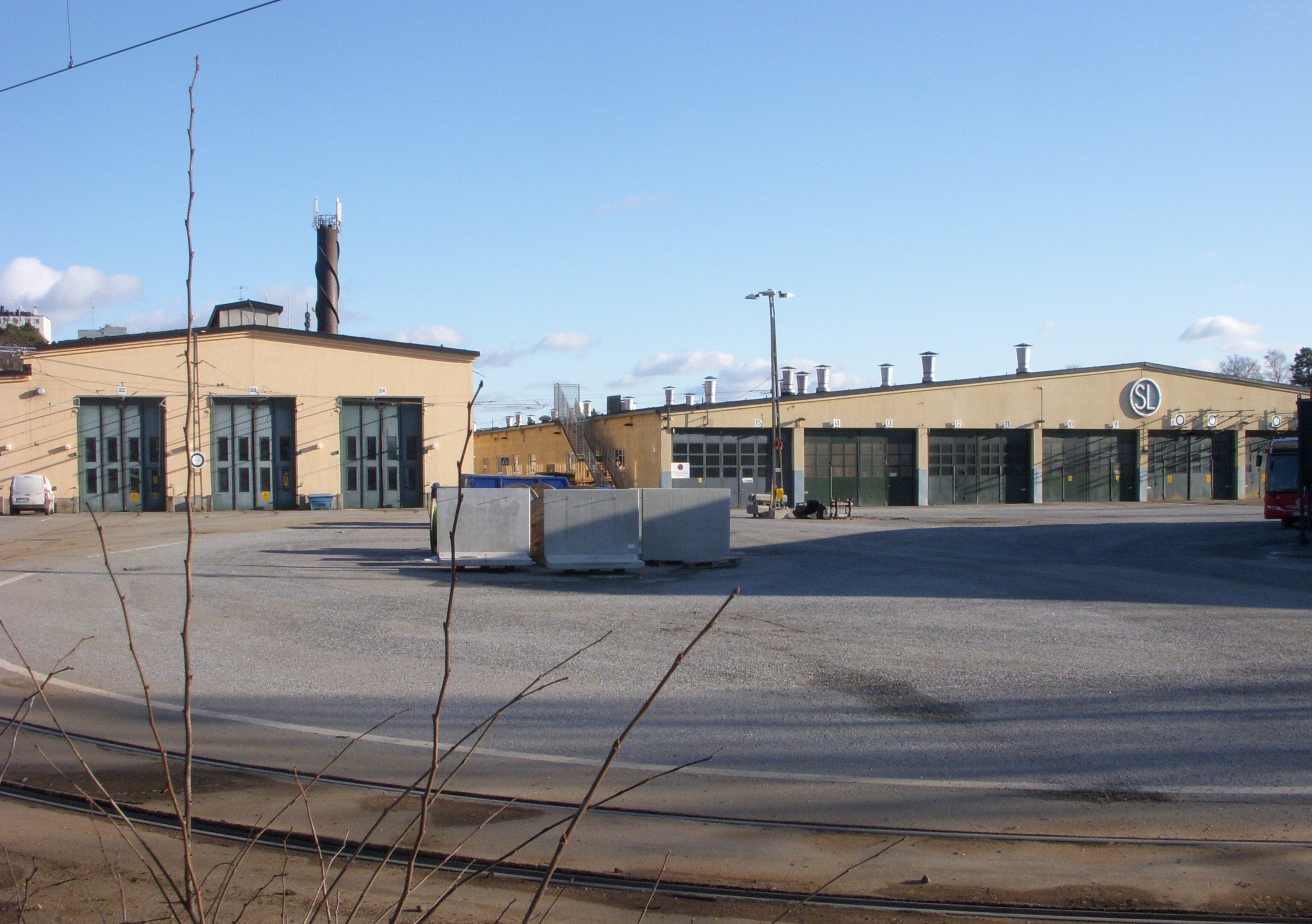